# Nyżni Staniwci
Nyżni Staniwci (ukr. Нижні Станівці) – wieś na Ukrainie, w obwodzie czerniowieckim, w rejonie wyżnickim, nad Brusnycią. W 2007 roku liczyła około 1990 mieszkańców.